# Majka Jeżowska
Majka Jeżowska, właśc. Maria Zofia Jeżowska-Logan, primo voto Koman (ur. 25 maja 1960 w Nowym Sączu) – polska piosenkarka, kompozytorka.

## Życiorys
Jest absolwentką II Liceum Ogólnokształcącego im. Marii Konopnickiej w Nowym Sączu. Ukończyła studia wyższe na Wydziale Muzyki Rozrywkowej Akademii Muzycznej w Katowicach.
W 1978 zdobyła nagrodę ZAKR-u na Festiwalu Piosenki Radzieckiej w Zielonej Górze. W 1979 otrzymała wyróżnienie za „interesującą interpretację wykonywanych piosenek” w konkursie „Premier” na 17. Krajowym Festiwalu Piosenki Polskiej w Opolu, w którym zaśpiewała utwór „Nutka w nutkę”. Po tym sukcesie wydała debiutancki album studyjny pt. Jadę w świat, który promowała singlami: „Od rana mam dobry humor”, „Jadę w świat” i „Najpiękniejsza w klasie”. W 1980 za piosenkę „Reggae o pierwszych wynalazcach” otrzymała trzecią nagrodę w konkursie „Premier” podczas 18. KFPP w Opolu. Na opolski konkurs zgłosiła także piosenkę „Od rana mam dobry humor”, która – decyzją reżysera festiwalu – stała się motywem przewodnim całego wydarzenia i została zaśpiewana na otwarcie pierwszego dnia festiwalowego.
W 1981 wyjechała do Stanów Zjednoczonych i zamieszkała w Chicago, gdzie była wokalistką zespołu Heat N Serve. W 1984 nagrała piosenkę „Rats on a Budget”, a teledysk do utworu zwyciężył w międzynarodowym festiwalu teledysków niskobudżetowych w Saint-Tropez i był emitowany w amerykańskiej telewizji muzycznej MTV. Również w 1984 nagrała piosenkę „A ja wolę moją mamę” z tekstem Agnieszki Osieckiej. Zachęcona popularnością utworu, nagrała i wydała album studyjny pod tym samym tytułem, który osiągnął sukces komercyjny, rozchodząc się w nakładzie ponad 50 tys. egzemplarzy. Na kanwie płyty powstał musical pod tym samym tytułem, do którego libretto napisał Jacek Cygan. Kontynuowała współpracę z Cyganem, promując wiele dziecięcych i młodzieżowych gwiazdek, takich jak Kasia i Magda Fronczewskie, Krzysztof Antkowiak, Anna Jurksztowicz czy Papa Dance.

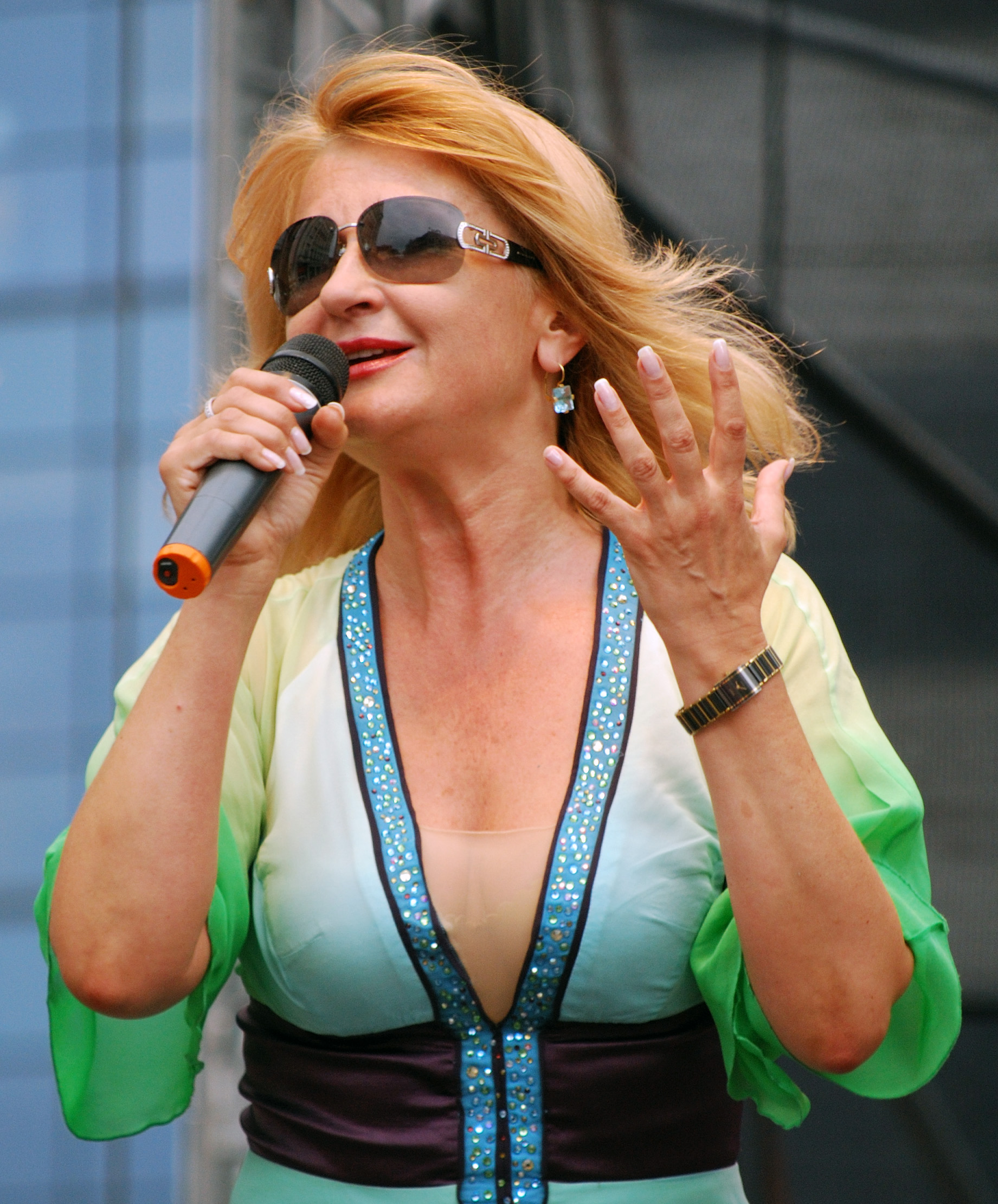
Jeżowska w Łodzi (2008)

W 1986 wystąpiła z Krystyną Prońko i Piotrem Szulcem na Pikniku Country w Mrągowie, a rok później za wspólne wykonanie utworu „Czekamy na wyrok” zdobyli pierwszą nagrodę na koncercie „Premier” podczas 24. KFPP w Opolu. Również w 1987 wydała drugi solowy album pt. Wibracje. W 1988 za solowe wykonanie piosenki „Edek” zdobyła pierwszą nagrodę podczas koncertu „Premier” na 25. KFPP w Opolu. W 1988 za działalność i twórczość estradową została otrzymała Nagrodę Artystyczną Młodych im. Stanisława Wyspiańskiego. W latach 90. kilka razy prowadziła własny show na Pikniku Country w Mrągowie. Wykonywała piosenki skomponowane przez Krzesimira Dębskiego w filmach Juliusza Machulskiego Kingsajz i Deja vu. Jej piosenka „Kolor serca” promowała w 1993 akcję Wielkiej Orkiestry Świątecznej Pomocy. Również w 1993 wróciła do Polski.
W 1994 założyła przedsiębiorstwo fonograficzne Ja Majka Music, w którego ramach wydała kilkanaście swoich płyt z muzyką dla dzieci, a także zorganizowała kilka tysięcy własnych koncertów i różnego rodzaju imprez familijnych. W 2008 prowadziła program dla dzieci w TV Puls Singa Dinga. W 2015 otrzymała nagrodę ZAiKS-u za całokształt twórczości dla dzieci. 8 września 2019 zasiadła w jury pierwszego półfinału programu TVP2 Szansa na sukces, wyłaniającego reprezentanta Polski w 17. Konkursie Piosenki Eurowizji dla Dzieci. Również w 2019 zagrała na Pol’and’Rock Festivalu, a zapis koncertu wydała na albumie pt. Majka Jeżowska Live Pol’and’Rock 2019, za który w 2021 była nominowana do Fryderyka za rockowy album roku. W maju 2024 z okazji 45-lecia działalności artystycznej zagrała recital na Polsat Hit Festiwal 2024 w Sopocie, a w trakcie koncertu zaśpiewała m.in. duety z Krystyną Prońko i Malikiem Montaną, z którym nagrała utwór „Bawmy się w życie”. Również w 2024 wystąpiła na Pol’and’Rock Festivalu, a także uczestniczyła w 15. edycji programu rozrywkowego Dancing with the Stars. Taniec z gwiazdami w Polsacie. W sierpniu 2025 została ogłoszona trenerką siódmej edycji programu The Voice Senior w TVP2

## Charakterystyka muzyczna
Śpiewa altem. W początkowych latach kariery nagrywała głównie piosenki popowe. Ma w repertuarze również m.in. utwory country, reggae i dance’owe. Z czasem zajęła się komponowaniem i wykonywaniem również piosenek skierowanych do dzieci. Jak stwierdziła w jednym z wywiadów prasowych, inspiracją dla twórczości dla dzieci stała się „chęć nagrania piosenki dla swojego syna”, a szukając w archiwach, zorientowała się, że polska twórczość piosenkarska dla dzieci jest „bardzo uboga i niskiej jakości”.

## Wpływ na popkulturę
Od 1999 w Radomiu organizowany jest Ogólnopolski Festiwal Piosenek Majki Jeżowskiej „Rytm i Melodia”, którego celem jest popularyzacja twórczości artystki.

## Działalność społeczna
Należy do grona dam Orderu Uśmiechu. Od 2003 jest ambasadorką dobrej woli UNICEF. W 2007 została ambasadorką organizacji Polish American Youth w Chicago. Popiera ruchy emancypacji osób LGBT.

## Życie prywatne
Jej pierwszym mężem był muzyk Janusz Koman, z którym ma syna Wojciecha (ur. 1981). W 1982 poślubiła gitarzystę Toma Logana, z którym się rozwiodła. Później była związana z Dariuszem Staśkiewiczem.

## Single na „Liście Przebojów Trójki”
| Rok  | Tytuł                 | Najwyższa pozycja | Liczba tygodni |
| ---- | --------------------- | ----------------- | -------------- |
| 1985 | „Papierowy man”       | 31                | 5              |
| 1985 | „A ja wolę moją mamę” | 13                | 6              |
| 1985 | „Mały Piccolo”        | 28                | 2              |

## Dyskografia
Albumy studyjne
- 1981: Jadę w świat
- 1987: Wibracje
- 1990: The best of Majka (Bravo)[16]

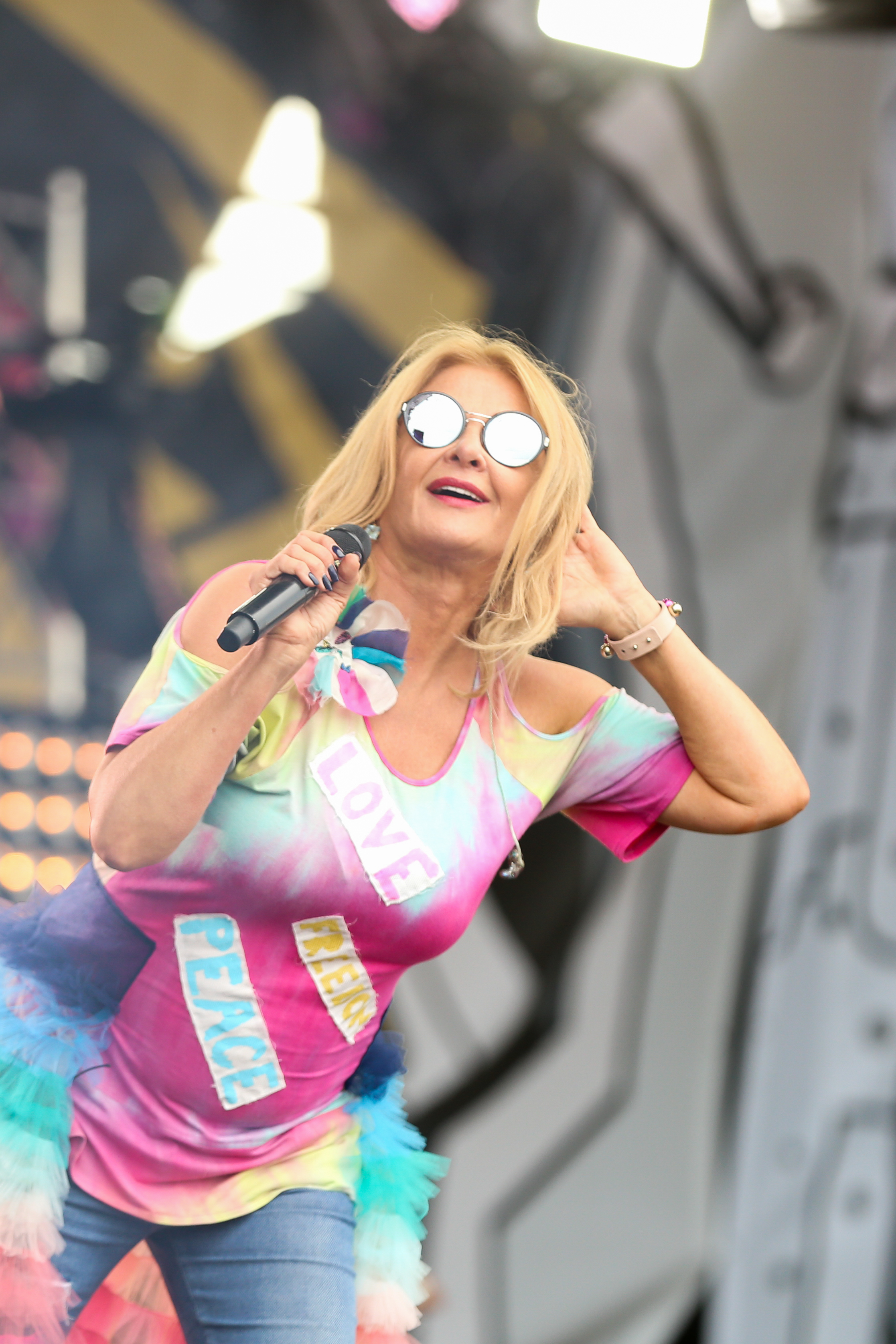
Majka Jeżowska na Pol’and’Rock Festival 2019

- 1994: Kolorowe dzieci (Ja Majka Music, platynowa płyta)[17]
- 1995: A ja wolę moją mamę (Ja Majka Music)
- 1995: Zimowe obrazki (Ja Majka Music, złota płyta)[18]
- 1996: Kochaj czworonogi (Ja Majka Music, złota płyta)[18]
- 1998: Królestwo zielonej polany (Pomaton EMI)
- 2000: Złota kolekcja. Najpiękniejsza w klasie (Pomaton EMI)
- 2003: Marzenia się spełniają (Ja Majka Music)
- 2007: Przytulaki (Pomaton)
- 2009: Rytm i melodia (EMI Music)
- 2010: Czarodzieje uśmiechu (Ja Majka Music)
- 2011: Czarodzieje uśmiechu 2 (Ja Majka Music)
- 2017: Bajkowo[19]
- Wszystkie dzieci nasze są
- Wstawaj, to już wiosna
- Kim Kolwiek

Albumy koncertowe
- 2020: Live Pol’and’Rock 2019 (Złoty Melon)[20]